# Petrovice u Nového Bydžova
Petrovice (deutsch Groß Petrowitz) ist eine Gemeinde in Tschechien. Sie liegt neun Kilometer südlich von Hořice und gehört zum Okres Hradec Králové.

## Geographie
Petrovice befindet sich am Übergang des Horschitzer Berglandes zum Jitschiner Hügelland am Bach Bašnický potok. Nördlich erhebt sich die Pískovka (294 m) und im Osten der Stračovský Bor (295 m).
Nachbarorte sind Na Zadě und Petrovičky im Norden, Pšánky im Nordosten, Zavadilka und Stračovská Lhota im Osten, Nerošov und Suchá im Südosten, Lodín und Janatov im Süden, Chmelovice und Podoliby im Südwesten sowie Myštěves, Kanice und Blažkov im Nordwesten.

## Geschichte
Die erste schriftliche Erwähnung von Petrowicz und der Kirche St. Wenzel erfolgte im Jahre 1350. Besitzer waren zu dieser Zeit die Brüder Jan und Gotthard von Petrowicz. Nach dem Tode Jans erbte sein Bruder 1355 den gesamten Besitz. Zum Ende des 14. Jahrhunderts errichtete Jans Sohn Včeslav, der um 1375 seinen Onkel beerbt hatte, eine Feste. Nachdem Včeslav 1395 verstorben war, teilten dessen Söhne Jan, Petr und der minderjährige Kuneš die Güter. 1402 tauschen und verkauften die Brüder ihren Besitz an Kuneš. Ein Anteil der Güter gelangte dabei an die Ritter von Dobrzenicz auf Worlau, die ihren Anteil 1415 an Wenzel Raschin von Riesenburg verkauften. Nach den Riesenburgern, die ab 1415 auch die Feste besaßen und nach und nach weitere Anteile erwarben, folgten ab 1488 das Vladikengeschlecht der Vlaštěk von Voděrady und schließlich Hašek Zvířetický von Wartenberg, der die Feste und Güter an Margarethe Pecingar von Klingstein veräußerte. 1593 erwarb Jan Sylwar von Pilnikau die Güter von den Pecingar und schloss sie der Herrschaft Smidary an. Nach der Schlacht am Weißen Berg musste der Protestant Jan Sylwar 1622 aus Böhmen emigrieren. Seine Güter erhielt Maria Magdalena Trčková von Lobkowicz, die sie umgehend Albrecht von Waldstein überließ. Während des Dreißigjährigen Krieges erlitt die Wasserfeste schwere Schäden und erlosch. 1634 wurden Waldsteins Güter konfisziert.
Zusammen mit Hořice, Pšánky, Mlázovice, Chvalina, Milovice u Hořic und Bříšťany schenkte Ferdinand II. Petrovice 1635 dem Grafen Jakob Strozzi von Schrattenthal. Zu Beginn des 19. Jahrhunderts kauften die Grafen von Harrach das Dorf von den Strozzi auf und gliederten es an das Gut Stračov an.
Nach der Aufhebung der Patrimonialherrschaften bildete Velké Petrovice eine Gemeinde im Bezirk Königgrätz. Ab 1919 ist der Ortsname Petrovice gebräuchlich. Von 1949 bis 1960 war Petrovice dem Okres Nový Bydžov zugeordnet, seit 1961 gehört sie wieder zum Okres Hradec Králové. 1961 erfolgte die Eingemeindung von Kanice.

## Gemeindegliederung
Die Gemeinde Petrovice besteht aus den Ortsteilen Kanice (Kanitz) und Petrovice (Groß Petrowitz).

## Sehenswürdigkeiten

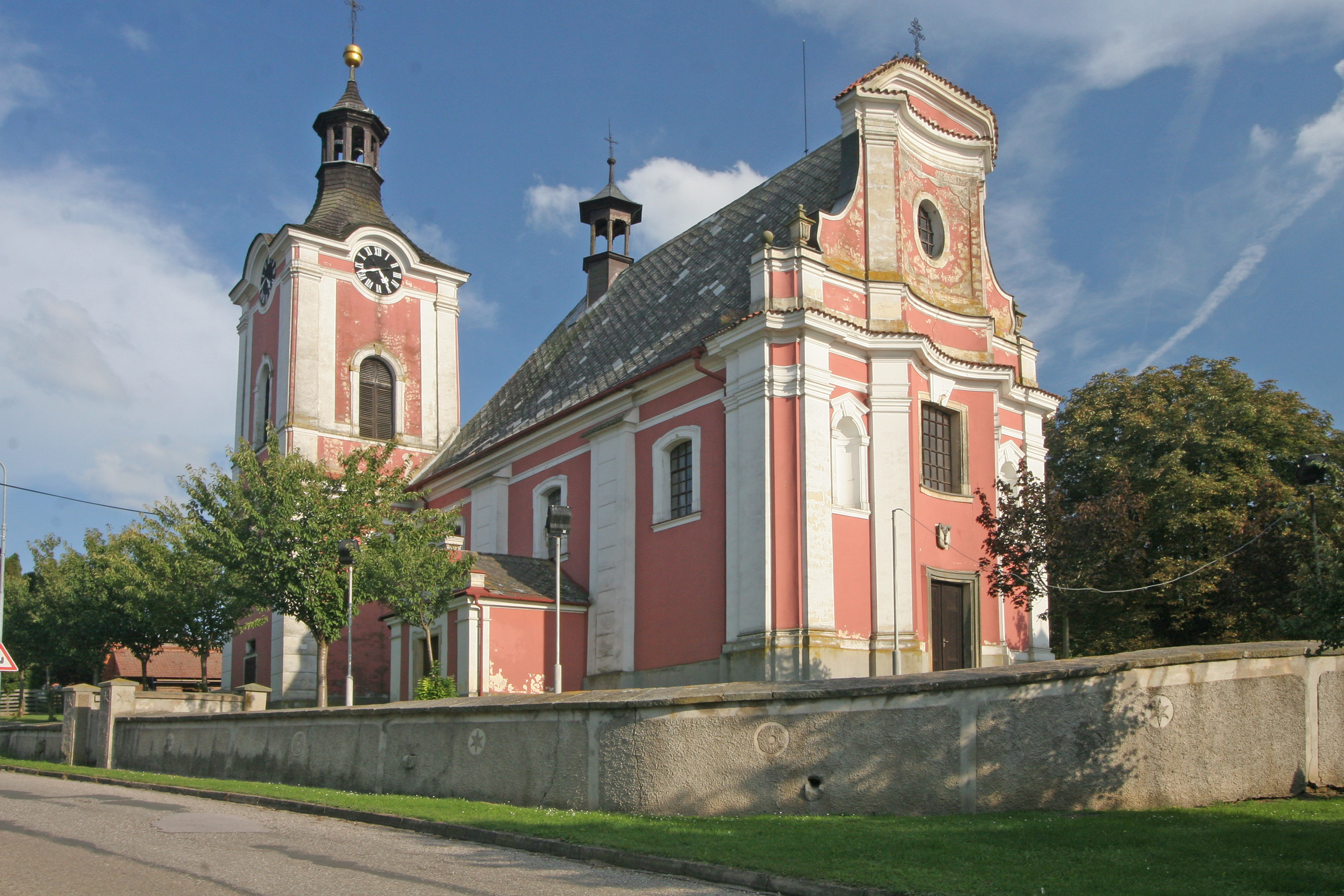
Kirche Mariä Himmelfahrt

- Kirche Mariä Himmelfahrt, frühgotischer Bau und im 18. Jahrhundert barockisiert (Nationales Kulturdenkmal)
- Statue des hl. Wenzel
- Quelle des hl. Johannes